# تپه دره نسو ۳
تپه دره نسو ۳ در شهرستان خرم‌آباد ۵۰۰ متری غرب منطقه دره نسو واقع شده و این اثر در تاریخ ۱۸ اسفند ۱۳۸۷ با شمارهٔ ثبت ۲۵۲۸۱ به‌عنوان یکی از آثار ملی ایران به ثبت رسیده است.